# Sea of Thieves
Sea of Thieves è un videogioco action-adventure del 2018, sviluppato da Rare e pubblicato da Xbox Game Studios per Microsoft Windows, Xbox One, Xbox Series X e Series S e PlayStation 5.
Inizialmente annunciato per l'estate del 2017, il gioco è stato poi rimandato al 20 marzo 2018.
Il 21 febbraio 2024 è stata annunciata l'uscita su PlayStation 5, prevista per il 30 Aprile 2024.

## Trama
Dopo aver scoperto nuove terre, il Grande Pirata Ramsey Singh fondò l'arcipelago di isole noto come Sea of Thieves (il Mare dei Ladri), fece accordi con il popolo dei sirenoidi (che in cambio aiutano i pirati sventurati a ritrovare le loro navi) e, per evitare che odio e violenza comandassero per il suo regno, organizzò delle cacce al tesoro organizzate per far capire ai pirati che l'oro non è importante, lo sono l'avventura e la gloria. Tuttavia, non tutti i pirati che ebbero accesso al mare furono amichevoli: i peggiori della specie vagano ancora oggi per le isole come scheletri viventi che non conoscono la pace della morte. Neanche i pirati di buon animo conoscono la pace della morte, questo perché il traghettatore dell'aldilà gli concede di fare ritorno sulla terra dei vivi.
Dopo che i pirati si insediarono, furono fondate tre compagnie: i mercanti, i cercatori d'oro e l'ordine delle anime. I mercanti si occupano di vendere determinati articoli tra un'isola e l'altra, i cacciatori d'oro vanno alla ricerca dei tesori sepolti e gli adepti dell'ordine delle anime sono a caccia degli scheletri viventi da cui le veggenti possono leggere le loro storie dall'essenza emanata dal teschio. Una volta che un pirata diventa un esperto mercante, cercatore d'oro e cacciatore d'anime, ad esso viene concessa l'occasione di entrare nella Taverna Leggendaria della Fortuna di Atena, dove risiedono gli spiriti di tutti i grandi pirati del Sea of Thieves (tra cui lo stesso Grande Pirata) diventando così anch'egli una Leggenda Pirata.
Solcare per i mari, però, non è sicuro: i pirati rischiano sempre di essere attaccati da pirati nemici, scheletri, pirati maledetti, sirene, squali, navi fantasma, vulcani, kraken e megalodonti.
I più audaci possono dirigersi all'arena, gestita dalla prole del Grande Pirata, e affrontarsi in duelli organizzati. (rimossa il 10 marzo 2022)

### Storie assurde
Le quest delle Storie assurde sono diciassette missioni contenenti dei viaggi che consentiranno ai pirati di procedere verso avventure diverse dai soliti viaggi di commercio e di ricerca di oro e teschi. Finora, sono presenti cinque capitoli delle Storie Assurde: "Il viaggio inaugurale", tutorial a capitolo unico; "The Shores of Gold", composta da nove viaggi; "L'Era Cinerea", composta finora da due viaggi; "Vita da pirata", composta da cinque viaggi e "La Leggenda di Monkey Island" composta da tre viaggi.

#### Il viaggio inaugurale
Questo viaggio è sostanzialmente un tutorial del gioco, accessibile dal menu principale (per chi avesse già cominciato il gioco da tempo) o subito dopo la selezione dell'avatar (per chi avesse appena avviato il gioco per la prima volta) e lo si deve fare da solo. Il nuovo pirata arrivato, si risveglia sull'Isola del Vecchio Marinaio, ove riposa il Grande Pirata Ramsey e la sua nave. Ramsey insegna al giocatore alcune azioni prima di permettergli di salpare verso il Mare dei Ladri e, se il pirata novello ha intenzione di esplorare l'isola, sarà ricompensato con alcune nozioni base dai diari di Ramsey, che riassumono le cose introdotte nei vecchi aggiornamenti e, se è fortunato, pure con la scorta di oro e dobloni del Grande Pirata. Dopo aver riparato la nave, il pirata deve dirigersi verso il Mare dei Ladri e, attraversando il Devil's Shroud, incontrando pericoli che non gli nuoceranno durante il viaggio. Giunto a destinazione, è l'ora per il nuovo pirata di cominciare la sua scalata alla gloria nel Sea of Thieves.

#### The Shores of Gold
- La Shroudbreaker: Parlando con il personaggio misterioso nascosto nell'angolo buio di ogni taverna, questi rivela che esiste un'isola chiamata "Shores of Gold" oltre il Devil's Shroud, il confine del mondo ove ogni nave affonda quando il mare si tinge di rosso. Per superare tale zona inerti bisogna essere muniti della Shroudbreaker, un idolo adornato da quattro gemme che annulla gli effetti negativi del Devil's Shroud. In questa missione si dovrà prendere l'idolo, ma si scoprirà essere privo delle quattro gemme.
- Il furfante maledetto: Parlando con Madame Olivia dell'Avamposto Plunder (dietro consiglio del personaggio misterioso, alla fine della prima missione), questi rivela che esiste un solo pirata ad aver raggiunto le Shores of Gold con la Shroudbreaker: la temibile Briggsy, ora condannata a vagare per il Sea of Thieves come una Signora degli Scheletri a causa della sua avidità. In questa missione si dovrà trovare e sconfiggere Briggsy, che pare difendere una delle gemme della Shroudbreaker contro la sua volontà. Dal teschio ricavato dalla Signora degli Scheletri, Olivia ottiene il nome di una amica della piratessa: Trisha.
- Il narratore leggendario: L'oste Trisha dell'Avamposto Ancient Spire ammette di essere stata amica di Briggsy in gioventù e che è disposta a rivelare i suoi segreti se i pirati gli porteranno le prove che le avventure che gli ha raccontato sono vere. A missione compiuta, Trisha rivela che esistono altre tre persone legate a Briggsy che dovrebbero sapere delle altre tre gemme: Sudds, Madame Olive e Salty.
- Stelle di un ladro: Il negoziante della Chiatta della Stella Polare, Sudds, rivela di essere stato il cartografo di Briggsy e che, seguendo le indicazioni del suo capitano malaticcio, ha nascosto la seconda gemma su un'isola non segnata e, per ritrovarla, bisogna orientarsi con le costellazioni tramite un magico cannocchiale. I pirati trovano le chiavi del covo di Sudds con il cannocchiale e poi ottengono la seconda gemma.
- Wild Rose: Parlando con Madame Olive dell'Avamposto Sanctuary, questa rivela di essere l'amica dell'amica di Briggsy, Wild Rose, la quale si dovrà sposare a breve con il suo ammiraglio George, ma che da giorni non ha più loro notizie. I pirati, dopo aver trovato due oggetti significativi dei due amanti, li riportano ad Olive che creerà una bussola magica che conduce agli amanti. I due si scopriranno essere stati uccisi dalla loro arcinemica, il Capitano degli Scheletri Rooke, che gli ha maledetti a diventare degli scheletri, impossibilitati dal ritornare in vita. Madame Olive, tramite il loro ciondolo, riuscirà a far sì che i loro fantasmi possano festeggiare il loro matrimonio, ma della terza gemma ancora nessuna traccia.
- L'arte di imbrogliare: L'ultimo conoscente di Briggsy è uno scheletro-pappagallo (in passato un uomo che fu maledetto mentre creava con Wanda Warsmith le palle di cannone incantate) di nome Salty, che risiede a Plunder Valley. Da Salty, i pirati scoprono che una donna, la leggendaria Preparatrice di Trappole, rubò a Briggsy la quarta gemma della Shroudbreaker, e la nascose nella sua caverna delle trappole. A missione compiuta mancherà solo un'unica gemma per partire verso le Shores of Gold.
- Il destino della Morningstar: Il traghettatore dell'aldilà, compiaciuto da come i pirati hanno salvato Wild Rose e George, rivela di sapere che la terza gemma è in mano alla Morningstar, una ciurma composta da quattro persone: il capitano Eli, Dinger, Fontaine e Jill. Tutta la Morningstar, eccetto Jill che era fuggita in mare, era stata perseguitata dal Signore degli Scheletri Graymarrow, ossessionato dal raggiungere le Shores of Gold tanto che, non solo ha rubato alla Morningstar la gemma della Shroudbreaker, ma ha anche sepolto in dei forzieri le anime della ciurma, impedendogli di ritornare in vita. Il compito dei pirati è quello di liberare le anime di Eli, Dinger e Fontaine e permettergli di raggiungere l'aldilà.
- La vendetta della Morningstar: Su indicazione del Traghettatore, i pirati di dirigono da Sandra (che si scopre essere Jill sotto falso nome), la carpentiera dell'Avamposto Dagger Tooth, che rivela a loro l'ubicazione del relitto della Morningstar. Trovato il relitto e indossate le uniformi della Morningstar, i pirati si dirigono all'Avamposto Sanctuary per sapere dalla locandiera Tracy e il venditore Tyler che un ubriacone di nome Stitcher Jim vendette la locazione della Morningstar a Graymarrow, non prima che la Morningstar nascondesse il Teschio del Capitano Douglas e il Calice della Resurrezione (due tesori di Graymarrow) in due isole. Ritrovati i due articoli, i pirati usano il teschio e il calice per attirare a sé Graymarrow, ucciderlo e recuperando il pezzo mancante della Shroudbreaker.
- Le Shores of Gold: Dopo che Gracie Morrow dell'Avamposto Morrow Peak da la Shroudbreaker completa, i pirati sono pronti a salpare verso le Shores of Gold. Giunti sul posto e seguendo le indicazioni dei diari di Briggsy, i pirati si addentrano nelle profondità dell'isola scoprendo non solo ricchezze infinite, depositate dai cacciatori d'oro, ma scoprono che Briggsy fu maledetta dopo aver preso solo una misera parte di ciò. Arrivati alla sala del tesoro, i pirati affrontano il fondatore della compagnia dei cacciatori d'oro: Rathbone, ora ridotto anche lui a Signore degli Scheletri ossessionato dall'oro. Alla sua sconfitta, il Grande Pirata appare e si congratula con i pirati per aver liberato le Shores da Rathbone, di cui potranno portarsi via il teschio, e che il loro nome sarà parte della leggenda.

#### L'Era Cinerea
La composizione di queste storie assurde è piuttosto particolare: anziché essere l'una il seguito della precedente, ogni storia introduce un elemento protagonista del successivo aggiornamento.
- L'anima del Mare: A Shipwreck Bay vi è il relitto della nave di Sir Arthur Pendragon, colui che porta le anime dannate nell'aldilà, la Blackwyche. Pendragon chiederà ai pirati di seguire una nave fantasma con la stessa lanterna magica da "Il destino della Morningstar" per recuperare i teschi degli uomini che hanno perso la vita nel seguire la grande nave fantasma dell'Ashen Dragon. Dopo aver liberato il capitano Martha e il capitano Stone, i pirati raggiungono il Devil's Roar per salvare il prigioniero della nave che, quando Pendragon lo libererà, si scoprirà essere il primo Signore degli Scheletri che mantenne la sua mentalità umana, il Capitano Flameheart, ora libero di minacciare il Sea of Thieves come ebbe intenzione di fare, prima di essere imprigionato dai suoi seguaci per la sua follia.
Con la liberazione di Flameheart, navi fantasma sotto il suo comando navigano per le acque del mondo l'aggiornamento successivo.
- Cuore di fuoco: Stitcher Jim, che si è messo a lavorare per i Topi di Sentina e si è fidanzato con una misteriosa donna mascherata, ha scoperto il segreto della sua dama ed è scomparso. Ora è il turno dei pirati di rintracciarlo nel Cuore di Fuoco, il covo di Flameheart, e superare le sue mortali trappole e bivi per scoprire di più sul conto del capitano e scoprono due orribili fatti: il vero segreto della donna mascherata, che ha trasformato l'isola del pescatore Merrick in un fortino maledetto, è che lei è Wanda Warsmith, colei che creò le palle di cannone incantate e divenne la più feroce dei Signori degli Scheletri. Come se non bastasse, Flameheart ha ora intenzione di creare un esercito di scheletri cinerei tramite un forziere maledetto, che trasforma Jim (offertosi come sacrificio) in uno di questi scheletri, ma scappa via prima della trasformazione. Recuperato il forziere, i pirati lo portano a Pendragon, che lo distrugge, nella speranza di aver, per lo meno, rallentato il piano di Flameheart, ma una sinistra risata nega tale possibilità.
Infatti, nel seguente aggiornamento, diversi Signori cinerei iniziano a prendere il controllo di isole e fortini.

#### Vita da pirata
Il capitolo fa da crossover con la saga Pirati dei Caraibi.
- Vita da pirata: La naufraga, che ha posto una nuova sede in ogni avamposto, avverte i pirati di un terribile pericolo imminente e che l'unico che possa aiutarli a fermarlo è intrappolato nel Traghetto dei Dannati. Raggiunto il Mare dei Dannati tramite un portale, i pirati arrivano a Sailor's Grave, luogo dove il Capitano Maledetto fondò una cittadella dove stabilirsi, stanco del mondo dei vivi e innamoratosi del mondo dei morti. Tramite le sue indicazioni, i pirati, si introducono nel Traghetto e trovano l'ombra di Jack Sparrow, celebre pirata dei Caraibi, che è entrato in possesso del "più grande tesoro che un pirata possa sognare", una chiave che apre portali tra le dimensioni. Sfortunatamente, come Jack e i pirati fanno per lasciare il Traghetto dei Dannati, l'acerrimo nemico di Jack, Davy Jones e il suo Olandese Volante emergono dall'acqua e attaccano la nave. Combattendo contro i cannoni e la ciurma di Jones, a Jack viene sottratta la chiave dei mondi e corre a riprendersela, proprio mentre Davy evoca un Kraken, costringendo il Traghetto alla fuga. I pirati vengono sgridati dal Traghettatore per aver liberato Jack e istigato Jones nel Mare dei Ladri, ma per il loro coraggio li fa ritornare nell'aldiqua.
In un'area nascosta di Sailor's Grave, i pirati possono trovare il relitto della ex-Mad Monkey e parte degli effetti personali del Capitano Kate Capsize, piratessa di Monkey Island.
- La Perla affondata: La misteriosa naufraga informa i pirati che per salvare il Mare dei Ladri da Davy Jones devono recuperare dal relitto della Perla Nera la magica bussola di Jack. La loro ricerca li porta nel Regno Sommerso, il dominio delle malefiche Sirene, che affondano le navi degli sventurati incatenandole al suolo marino e fanno prigionieri coloro che sopravvivono, come Joshamee Gibbs, Annamaria e Scrum. Ritrovata la Perla, i pirati vengono attratti da una melodiosa voce che li attira in una trappola: è la regina delle Sirene che rivela di essere dalla parte di Davy Jones e manda contro i pirati i lombrichi oceanici, le sirene e un dono fattogli da Jones: un gigantesco Kraken. Grazie però ai cannoni della Silver Blade (la nave del figlio di Flameheart) i pirati battono il Kraken e sconfiggono la Regina, portando al sicuro la ciurma della Perla.
- Capitani dei Dannati: Non resta che ritrovare Jack, ancora recluso nel Mare dei Dannati. La naufraga apre il portale dell'aldilà, spiegando che il Mare dei Dannati assume le sembianze di ciò che l'anima vuole (per questo il Capitano Maledetto non voleva tornare a casa, visto che si era creato il proprio paradiso), quindi Jack sarà sicuramente perso in un aldilà simile alla sua vita. Per tali ragioni, Gibbs dona ai pirati un diario di tutte le avventure di Jack: i pirati si ritrovano a vagare prima nella palude di Tia Dalma, dove la sentono evocare qualcuno che domanda dove sia finita la sua nave, poi raggiungono un fortino simile a Port Royal che viene assaltata da dei pirati fantasma guidati dal Black Dog Briar, primo ufficiale di Barbossa, il miglior nemico di Jack. Successivamente, i pirati raggiungono la ridente città pirata di Tortuga, dove trovano Jack e lo convincono a tornare nel regno dei vivi prima che Barbossa lo faccia restare per sempre.
- Fratellanza oscura: I pirati sanno ora perché Davy Jones ha intenzione di conquistare il Sea of Thieves, e sanno grazie alle parole della Regina delle Sirene che si è alleato con le feroci creature che infestano il Mare: Sirene, fantasmi e i lombrichi oceanici. I pirati, quindi, si infiltrano sull'Olandese Volante e nella base della Fratellanza, la Fortezza di Corallo, per scoprire di più del loro piano.
- Signori del mare: Ora che è stato scoperto, Davy Jones dà il via al suo piano e inizia a conquistare il Sea of Thieves. Senza perdersi d'animo, Jack e i pirati salpano per distruggere la Fratellanza oscura una volta per tutte.

La Leggenda di Monkey Island
Il capitolo fa da crossover con la saga videoludica di Monkey Island.
- Il viaggio verso Mêlée Island: Il capitano Kate Capsize, naufragata nel Sea of Thieves dopo gli eventi nella storia assurda "Vita da Pirata", giunge in ogni avamposto in cerca di aiuto per scovare Guybrush Threepwood, anch'egli scomparso mentre navigava per i mari di Sea of Thieves. Navigando attraverso il Mare dei Dannati, i pirati si avventureranno su Mêlée Island, dove scopriranno che Guybrush è ora da tutti venerato in quanto eroico pirata dai talenti ineguagliabili. Dopo diverse peripezie ed enigmi, i pirati scopriranno che l'intera isola è frutto di una illusione creata dall'acerrimo nemico di Guybrush, il pirata fantasma Le Chuck, che con il potere della Burning Blade intende perseguire i suoi storici intenti malvagi: sposare Elaine liberandosi di Guybrush e del Grande Pirata per dominare incontrastato i mari del Sea of Thieves.
- Alla Ricerca di Guybrush: Guybrush, ancora imprigionato in un mondo onirico dalla sua vecchia nemesi LeChuck, continua a credere di essere il più grande pirata ad aver mai solcato i mari dei Caraibi. L'unico modo che le ciurme hanno di convincerlo che non è così, è di affrontare loro stessi le tre prove leggendarie in grado di trasformare qualsiasi novellino in un pirata: la prova di maestria nel furto, la prova di maestria nella caccia al tesoro e la prova di maestria con la spada. Il successo in ognuna di queste imprese, permetterà ai pirati di ottenere importanti manufatti a testimonianza del loro successo, necessari per permettere a Vodoo Lady di distillare un potente filtro mojo in grado di riportare Guybrush alla realtà.
- Il Covo di Le Chuck: Guybrush, finalmente libero dalle sue illusioni, recluta le ciurme per avventurarsi nuovamente nel Mare dei Dannati, seguendo la rotta segreta fino alla fantastica e misteriosa Monkey Island per salvare Elaine chiudere definitivamente i conti con Le Chuck. Dopo aver trovato il modo di aprire la seconda testa di scimmia più grande mai vista, i pirati dovranno scendere nelle profondità sotterranee e vulcaniche dell'isola, dando la caccia alla nave fantasma di Le Chuck, veleggiando su fiumi di lava ardente in un confronto finale mozzafiato. Tutto questo basterà a porre fine ai loschi piani del pirata fantasma?

## Modalità di gioco
Sea of Thieves è una avventura dinamica a tema pirati per partite in multiplayer giocate in prima persona. Un gruppo di giocatori (fino a quattro sulla stessa nave e sedici in totale in ogni partita) viaggia ed esplora un open world a bordo di navi di diverse dimensioni, ove è possibile assumere i vari ruoli della ciurma. I giocatori avranno varie quest, svolte per conto di Compagnie. Completare quest per una Compagnia farà alzare la reputazione della ciurma con la Compagnia stessa, per poter sbloccare missioni più lunghe, complesse e remunerative. I giocatori potranno collezionare loot e ingaggiare combattimenti con le altre navi, o allearcisi, per dividere e condividere i profitti da missioni e loot. Sea of Thieves è strutturato su un mondo condiviso con altri giocatori che si possono incontrare per svolgere in comune le attività.

## Sviluppo
Sea of Thieves è stato sviluppato sfruttando l'Unreal Engine di Epic Games. Il gioco è entrato in lavorazione nel 2014, da un'idea del Group Shaped Narrative, con il nome in codice di Athena, ma inizialmente senza il tema dei pirati.
Il 14 giugno 2015 Sea of Thieves è stato annunciato durante la conferenza stampa di Microsoft all'Electronic Entertainment Expo. Le prime registrazioni di Gameplay furono pubblicate l'anno successivo.

## Accoglienza
Il videogioco è stato accolto dalla critica con recensioni moderatamente favorevoli, con voti pari o poco superiori alla sufficienza. Su Metacritic la versione per PC del prodotto ha ricevuto un voto medio pari a 66/100.